# José Castro González
José Castro González, més conegut pel alis de Chané (Santiago de Compostel·la, 18 de gener 1856 - L'Havana (Cuba), 27 de gener 1917), fou un músic gallec.
Com instrumentista era virtuós de Guitarra i de cítara. També fou compositor, i director de l'Orfeó Corunyès i més tard de la Coral Polifònica El Eco, amb la qual aconseguí guardons a Pontevedra (1880), Madrid (1887), Barcelona (1888), Santander i París (festival del Teatro Trocadero de 1889).
Posteriorment es traslladà a L'Havana on dirigí l'Orfeon Galllego, fins a la seva mort el 1917.